# Luigi Pajer de Monriva
Luigi Pajer de Monriva, v slovinských pramenech též Alojzij Pajer (26. června 1829 Gorizia – 18. února 1913), byl rakouský politik italské národnosti z regionu Gorice a Gradiška, v 2. polovině 19. století poslanec Říšské rady a dlouholetý zemský hejtman Gorice a Gradišky.

## Biografie
Narodil se v Gorizii jako syn zdejšího významného kupce. V rodném městě vystudoval gymnázium. V letech 1847–1848 studoval ve Vídni na vysoké škole a pak na univerzitě ve Štýrském Hradci, kde roku 1850 dokončil studium práv a později (roku 1856) získal i titul doktora práv. Potom pracoval jako právník. Od roku 1862 byl advokátem v Canale a po třech letech nastoupil jako advokát do Gorizie.
Byl aktivní i politicky. Roku 1861 byl zvolen do obecní rady v Gorizii a téhož roku i na Zemský sněm Gorice a Gradišky. Mandát v zemském sněmu obhájil v roce 1867 a stal se i členem zemského výboru. Zemský sněm ho 26. února 1867 zvolil i do Říšské rady. Na mandát rezignoval počátkem roku 1870 v rámci série hromadných rezignací federalisticky orientovaných poslanců, kterým vadil centralistický charakter rakouského státu. Znovu se do Říšské rady vrátil až ve volbách roku 1879, za kurii velkostatkářskou. Vynikal jako zdatný parlamentní řečník.
Byl členem italské liberální a národní strany. Na Říšské radě se v říjnu 1879 uvádí jako člen staroněmeckého Klubu liberálů (Club der Liberalen). V prosinci 1882 se přidal k nově ustavenému poslaneckému Coroniniho klubu, oficiálně nazývanému Klub liberálního středu, který byl orientován vstřícněji k vládě Eduarda Taaffeho.
V období let 1877–1883 a 1899–1913 zastával funkci zemského hejtmana (nejvyššího představitele zemské samosprávy, předsedy zemského sněmu) v korunní zemi Gorice a Gradiška. Byl též prezidentem furlanské železniční společnosti.
Zemřel v únoru 1913.